# جاذبية فائقة
في الفيزياء النظرية، الجاذبية الفائقة supergravity
```
أو (
نظرية الجاذبية الفائقة
)  هي 
نظرية حقل
 يجمع بين مبادئ 
التناظر الفائق
 
والنسبية العامة
، أي أن 
التناظر الفائق
 في 
الجاذبية الفائقة
 ربما يكون نظرية المقياس للتناظر الفائق  (على النقيض من نظريات التناظر الفائق غير الجذبوية، مثل 
النموذج العياري الفائق التناظر الأدنى
)، وبما أن مولدات التناظر الفائق تلتف مع 
مجموعة بوانكاريه
 لتشكل 
جبر بوانكاريه الفائق
 
[الإنجليزية]
، فإنه من الممكن رؤية أن 
الجاذبية الفائقة
 تستنتج طبيعياً من 
التناظر الفائق
.
[
1
]
[
2
]
[
3
]
```

لقد وضع النظريون نظريات مختلفة للتوحيد الكبير الفائق التناظر (نظرية لتوحيد كل القوى الطبيعية بما فيها قوة الجاذبية) وقد وضعوا أيضا نظريات ثقالة كمومية.
وكمثال على هذه الأخيرة نظرية الثقالة الفائقة supergravity
التي تفترض أن الجرافتونات gravitons،
وهي الجسيمات الحاملة للثقالة أو الناقلة للثقالة  ، لها أقران فائقة التناظر يدعى الواحد منها جراڤيتينو gravitino . وفي عام 1980، كان يبدو أن الثقالة الفائقة واعدة لدرجة أن إس.دبليو. هوكينج  (من جامعة كامبردج) أعلن أنها قد تمثل «النظرية الكاملة والموحدة للفيزياء» التي طال البحث عنها.
لكن سرعان ما غاصت الثقالة الفائقة في مستنقع المشكلات الرياضياتية المتعلقة بتعريف الجرافتون كنقطة. وتماما كما أن التقسيم على الصفر يؤدي إلى لانهاية، أي إلى نتيجة لا معنى لها، كذلك شأن الحسابات التي تتضمن جسيمات نقطية.
لقد ساعدت النظريات العيارية الفيزيائيين ـ الذين يبنون نماذج تجمع بين القوة الكهرومغناطيسية والقوى النووية ـ في التغلب على هذه المشكلة. لكن يبدو أن الجاذبية، وما تسببه من تشويه للزمان والمكان، تحتاج إلى طرق معالجة مختلفة جذريا.

## التاريخ

### قياس التناظر الفائق
تم اقتراح النظرية الأولى للتناظر الفائق المحلي من قبل ديك أرنوويت وبران ناث في عام 1975  وكان يسمى  مقياس التناظر الفائق .

### الجاذبية الفائقة
صاغ ديميتري فاسيليفيتش فولكوف وفياتشيسلاف أ. سوروكا النموذج الأول للجاذبية الفائقة رباعية الأبعاد (بدون الدلالة) في عام 1973 ،  التأكيد على أهمية كسر التناظر الفائق العفوي لإمكانية وجود نموذج واقعي. تم إنشاء النسخة الدنيا من الجاذبية الفائقة رباعية الأبعاد (مع تناظر فائق محلي غير منقطع) بالتفصيل في عام 1976 بواسطة [ دان فريدمان] ، و سيرجيو فيرارا و [بيتر فان نيووينهويزن]. في عام 2019 ، تم منح الثلاثة جائزة الاختراق في الفيزياء الأساسية عن الاكتشاف. الذي اقترح بشكل مستقل النموذج رباعي الأبعاد الأدنى. سرعان ما تم تعميمه على العديد من النظريات المختلفة بأعداد مختلفة من الأبعاد ويتضمن تماثلًا فائقًا إضافيًا (N). عادة ما يشار إلى نظريات الجاذبية الفائقة بــ N> 1 بالجاذبية الفائقة الممتدة (SUEGRA). تم إثبات أن بعض نظريات الجاذبية الفائقة مرتبطة ببعض نظريات الجاذبية الفائقة من خلال  تقليل الأبعاد (على سبيل المثال ، N = 1 ، يتم تقليل الجاذبية الفائقة ذات الأبعاد 11 بعدًا على T  7  إلى رباعي الأبعاد ، غير مضغوط ، "N" = 8 جاذبية فائقة). يُشار أحيانًا إلى النظريات الناتجة باسم [نظرية كلوزا - كلاين ] حيث أنشأ كلوزا وكلاين في عام 1919 نظرية جاذبية خماسية الأبعاد ، والتي عند اختزالها أبعادًا على دائرة ، فإن أبعادها الأربعة غير ضخمة الأنماط تصف الكهرومغناطيسية مقترنة بـ الجاذبية.